# 東京歯科大学市川総合病院
東京歯科大学市川総合病院（とうきょうしかだいがくいちかわそうごうびょういん）は、千葉県市川市菅野五丁目にある医療機関。学校法人東京歯科大学の附属病院であり、慶應義塾大学病院の関連病院グループに含まれる。救急告示病院、災害拠点病院。東葛南部地域における中核病院であり、同地域における救急医療の中枢を担っている。日本において珍しい歯科単科大学に属する医科・歯科総合病院であり、歯科は東京歯科大学直属で、医科は他大学医学部、医科大学の卒業生によって診療が行われている。病院の理念は「愛と科学で済生を」。
日本初のアイバンク、角膜移植などの設備・機能を備えた角膜センターを敷地内に備え運用している
。

## 沿革
- 1946年12月 - 「東京歯科大学市川病院」として病床数14床で開院。
- 1967年2月 - 総合病院として認可。
- 1987年4月 - 「東京歯科大学市川病院」を「東京歯科大学市川総合病院」と改称。
- 1992年6月 -  現在地に新病院竣工（開院7月）
- 1993年4月 - 角膜センター設立[4]

## 診療科
- 内科
- 消化器内科
- 循環器内科
- 神経内科
- 呼吸器内科
- 歯科・口腔外科
- 小児科
- 外科
- 整形外科
- 形成外科
- 脳神経外科
- 心臓血管外科
- 精神科
- リハビリテーション科
- 放射線科
- 麻酔科
- 耳鼻咽喉科
- 皮膚科
- 泌尿器科
- 眼科
- 産婦人科
- リプロダクション科
- 口腔がんセンター

## 医療機関指定
出典
| 健康保険法保険医療機関                 | 国民健康保険法療養取扱医療機関           |
| 労働者災害補償保険法指定医療機関       | 生活保護法指定医療機関                   |
| 児童福祉法指定小児慢性特定疾病医療機関 | 難病法指定医療機関                       |
| 原爆医療法被爆者一般疾病医療機関       | 障害者総合支援法自立支援医療機関指定病院 |
| 母子保健法指定養育医療機関             | 感染症法指定医療機関                     |
| 千葉県肝炎治療特別促進事業指定医療機関 | 公害医療機関                             |
| 身体障害者福祉法                       |                                          |

## 認定施設
出典
| 救急告示病院             | 地域医療支援病院                      |
| 地域がん診療連携拠点病院 | 地域災害拠点病院                      |
| 病院機能評価認定施設     | ISO15189（臨床検査室認定）            |
| 脳死下臓器提供施設       | 腎臓移植施設                          |
| 臨床研修指定病院         | 臨床修練指定病院                      |
| 紹介受診重点医療機関など | 一次脳卒中センター（PSC）コア認定施設 |

## アクセス
- JR東日本「市川駅」北口下車。
  - 2番停留所京成バス「市川学園」行き乗車。「市川総合病院」下車。約15分。